# Gabriele Cipollitti
Gabriele Cipollitti (Pescina, 1954) è un regista italiano.

## Biografia
Nato a Pescina (AQ) in Abruzzo, entra in Rai nel 1977. Segue come aiuto regista alcuni sceneggiati come Greggio è pericoloso con Vittorio Caprioli e Mara Venier, I trentasei gradini di Luigi Perelli, L'isola del tesoro di Renato Castellani con Ernest Borgnine e Anthony Quinn, oltre ad alcune dirette e spettacoli di varietà. Collabora con Gino Landi per Noi con le ali, con Gianni Boncompagni per “Domenica in” e con Pippo Baudo per “Uno su cento”.
Regista dal 1990, lavora per il pool sportivo e collabora a Mixer cultura e a Un terno al lotto. Cura la regia dell'edizione 1991-92 di Mixer costume. Le ragioni del cuore, talk-show con Stella Pende e, nel 1991 dal teatro Ariston di Sanremo la diretta di Domenica in Sanremo
Nel 1993-94 cura la regia di Mixer, di Aldo Bruno, Giovanni Minoli e Giorgio Montefoschi, e alcuni speciali in prima serata.
È sua la regia di Viaggio nel cosmo, di Piero Angela, sette puntate su RaiUno in prima serata nella stagione 1997-98: due anni di lavoro, tre mesi di riprese esterne in Cile, Stati Uniti, Islanda, Russia e India, tecniche di ripresa ed effetti speciali altamente sofisticati per le ricostruzioni fiction del programma.
Nel 1998-99 prepara, progetta con Piero Angela la serie degli Speciali di Superquark, utilizzando per la prima volta il "virtual set" per programmi tv in prima serata. A partire dal 2002 curerà in modo sistematico la regia degli Speciali di Superquark.
Nel 1999 con Alberto Angela, collabora e segue la regia della versione Italiana della serie Big Cat Diary documentario della BBC One girando direttamente in Kenya con troupe inglese.
Per Rai Educational nel 1999-2000 collabora e segue la regia di Calepio-Tecnologie della lingua, un progetto di Tullio De Mauro e Pierluigi Ridolfi, condotto da Cinzia Tani, un viaggio dalle origini del linguaggio ai giorni nostri. Sempre per Rai Educational collabora e segue la regia di Imparare la tv programma condotto da Arianna Ciampoli e Stefano Guizzi, realizzato nel virtual studio utilizzando scenografie in computer grafica.
Prosegue la serie degli Speciali Superquark in prima serata RaiUno
.
Per Disney Channel cura la regia dello spot Spazio alle invenzioni e per la Regione Campania la campagna promozionale della "Carta di credito formativa".
Per RaiSat ha progettato la previsualizzazione virtuale del programma televisivo Codice Pin.
Dal 2002 è docente presso l'Istituto europeo di design per il master in Scenografia cinematografica e televisiva.
Per RAI Educational, ha curato la regia della seconda serie del programma in dieci puntate di Imparare la tv in onda nel novembre 2002. Sempre per Rai Educational, da ottobre 2002 segue la regia della nuova edizione di Parola mia, ideato e condotto da Luciano Rispoli con Gian Luigi Beccaria e la scrittrice Chiara Gamberale.
Nel 2003 è regista del docu-fiction Stava 19 luglio. Il cortometraggio racconta la storia della miniera e dell'impianto di arricchimento del minerale di Prestavel e ricostruisce la lavorazione mineraria e la crescita delle discariche dai primi anni sessanta.
Segue la regia del programma televisivo Futura City, magazine di informazioni scientifiche.
Sempre per Raidue con Giorgio Albertazzi e Dario Fo è regista delle riprese virtuali della Storia del teatro, programma televisivo in otto puntate.
Nel 2003 inizia una collaborazione, che prosegue fine al 2006, con Rai Educational. Segue la regia di Esplora la tv delle scienze di Aldo Bruno e Luciano Onder in onda su satellite tutti i giorni per due ore.
Per Raisat cura la regia dello speciale sul Prix Italia e la realizzazione di Supertelevision, presentazioni di programmi televisivi condotto da Giorgia Caruso all'interno di un set virtuale.
Per Raidue segue la regia di Arcana, inchiesta sulla magia sette puntate in onda a giugno-luglio 2006 con la conduzione di Walter Rolfo.
A partire dal 2007 segue anche la regia di Superquark Rotocalco.
Nel 2009 riceve l'Oscar Tv Premio Regia Televisiva per l'edizione Superquark 2009.
Dal 2012 segue la regia di Ulisse - Il piacere della scoperta il programma di Raitre con Alberto Angela.
Dal 2015 è il regista della serie Stanotte a... trasmessa su Raiuno, con Alberto Angela.
Dal 2018 è regista di Meraviglie - La penisola dei tesori, trasmesso su Raiuno con Alberto Angela.
Dal 2023 è regista di Noos - L'avventura della conoscenza, trasmesso sempre su Raiuno con Alberto Angela.

## Programmi TV
- Il pianeta dei dinosauri (1993, Raiuno)
- Viaggio nel cosmo (1999, Raiuno)[2]
- Mixer (1993-94, Raidue)
- Speciali di Superquark (1998 e 2007-2022) (Raiuno)
- Big cat diary (1999, BBC-Rai)
- Calepio- tecnologie della lingua (1999-2000, Rai Educational)
- Imparare la tv (2000-02, Rai Educational)
- Spazio alle invenzioni (2002, Disney Channel)
- Futura City (2003, Raidue)
- Storia del teatro (2003, Rai Educational)
- Esplora la tv delle scienze (2003-2006, Rai Educational)
- Superquark (2007-2022) (Rai Uno)
- Ulisse - Il piacere della scoperta (dal 2012) (Rai Tre - Rai Uno)
- Stanotte a... (dal 2015) (Rai Uno)[3][4]
- Meraviglie - La penisola dei tesori (dal 2018) (Rai Uno)
- Noos - L'avventura della conoscenza (dal 2023) (Rai Uno)

## Onorificenze e premi
- 1994 - Premio Regia nella categoria Educational Films a Ekofilm '94 Infor Film International, per il Pianeta dei dinosauri, programma scientifico in quattro puntate, di Piero Angela e Alberto Angela, in onda su Rai 1 nell’autunno del 1993
- 2009 - Oscar Tv Premio Regia Televisiva per l'edizione Superquark 2009.
- 2021 - Cittadinanza onoraria conferita dal comune di Pescina (AQ)[5].